# Gilles de Luxembourg
Gilles de Luxembourg (mort le 9 février 1535) est un ecclésiastique issu de la maison de Luxembourg qui fut évêque-comte  de Châlons et pair de France de 1503 à sa mort.

## Biographie
Gilles de Luxembourg est le fils illégitime de Louis de Luxembourg-Saint-Pol, comte de Brienne et Ligny 
et de Catherine de Faveine. Destiné à la vie religieuse, il devient doyen du chapitre de chanoines de la cathédrale Saint-Étienne de Châlons avant d'être le dernier évêque de Châlons élu en 1503 et de faire son entrée dans sa cité épiscopale en novembre de la même année. Il assiste au sacre de François Ier en 1515 comme évêque-comte de Châlons et pair de France. Il se rend célèbre en faisant reconstruire en 1520 la tour nord de sa cathédrale de Châlons avec une belle flèche de bois recouverte de plomb d'une hauteur de 95 mètres qui passe à l'époque pour la plus haute de France. Il meurt le 9 février 1535.